# AE Làrissa 1964
L'AEL 1964 (grec modern: Αθλητική Ένωση Λάρισας 1964 - Athlitiki Enosi Larisas 1964, en català Unió Atlètica de Larissa 1964) és un club de futbol grec de la ciutat de Làrissa, capital de Tessàlia, Grècia.

## Història

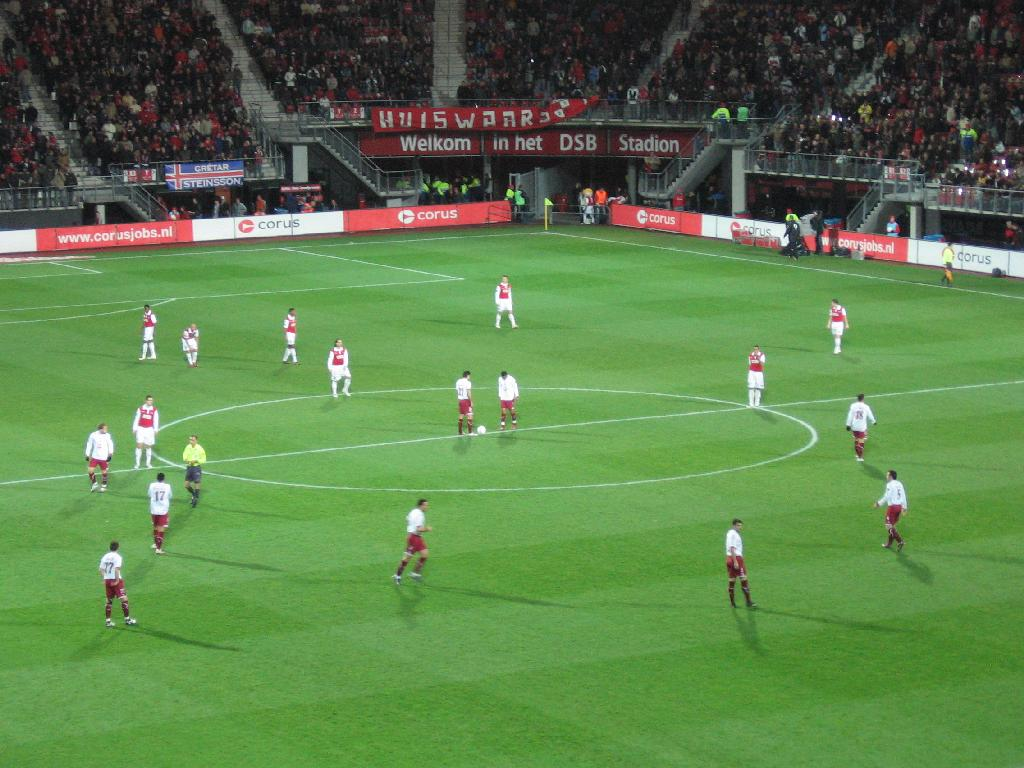
AZ Alkmaar vs Larissa a la Copa de la UEFA 2007–08.

El club va ser fundat amb el nom d'Athlitiki Enosi Larissas l'any 1964 com a resultat de la fusió de quatre clubs locals: Iraklis Larissas (1930), Aris Larissas (1926), Toxotis Larissas (1943) i AO Larissaikos (1930). Ràpidament ascendí a primera divisió i l'any 1988 es proclamà campió grec, l'únic que no és de cap de les tres ciutats més grans del país (Atenes, El Pireu i Salònica). L'equip declinà i l'any 2000 baixà a tercera divisió en patir una fallida econòmica. El 2003 va haver de canviar el seu nom a AEL 1964 com a resultat d'aquest fet.

## Palmarès
- Lliga grega de futbol:
  - 1988
- Copa grega de futbol:
  - 1985, 2007

## Jugadors destacats
- Georgios Agorogiannis
- Alexandros Alexandris
- Ioannis Galitsios
- Theofanis Guekas
- Michail Ziogas
- Vassilios Karapialis
- Konstantinos Kolomitrousis
- Thomas Kyparissis
- Konstantinos Maloumidis
- Christos Michail
- Lefteris Milos
- Georgios Mitsibonas
- Theologis Papadopoulos
- Takis Parafestas
- Nikolaos Patsiavouras
- Georgios Plitsis
- Athanasios Tsiolis
- Ioannis Valaoras
- Theodoros Voutiritsas
- Christov Adamczuk
- Kazimierz Kmiecik
- Stefan Stoica
- Paolo Da Silva
- David Embe